# 間質細胞
細胞生物学では、間質細胞（かんしつさいぼう、英: Stromal cell）は、疎性結合組織で発見された臓器の結合組織の細胞である。間質細胞は、ほとんどの場合、子宮粘膜（子宮内膜）、前立腺、骨髄前駆細胞、卵巣だけでなく、造血系などにも関連している。これらは、生体組織の支持構造を構成し、実質細胞を支える細胞である。
線維芽細胞、免疫細胞、周皮細胞、内皮細胞および炎症性細胞が間質細胞の最も一般的な種類である。間質細胞と腫瘍細胞との相互作用は、癌の増殖と進行に大きな役割を果たすことが知られている。
表皮（皮膚の一番上の層）の下部にある間質細胞は、細胞分裂を促進する成長因子を放出する。表皮細胞の最上層が身体から常に脱落している間、間質細胞は下から皮膚幹細胞の分裂と分化を誘導し表皮を新生させ続ける。癌細胞は分裂を続けるために近くに間質細胞を必要とするので、特定の種類の皮膚癌（基底細胞癌）は体全体に広がることができない。これらの間質性の成長因子の損失は、癌が全身に動く時に、癌が他の臓器へ侵入することを防止する。